# Neuhardenberg
Neuhardenberg é um município no distrito de Märkisch-Oderland, em Brandemburgo, Alemanha. É o local do Palácio de Neuhardenberg, residência da estádia do príncipe da Prússia Karl August von Hardenberg. O município compreende as vilas de Altfriedland, Quappendorf e Wulkow.

## Cidades irmãs
- Myślibórz, Polónia
- Hamminkeln, Alemanha